# PHP-Lizenz
Die PHP-Lizenz ist eine Freie-Software-Lizenz von der PHP Group. Sie ist von der Open Source Initiative (OSI) und der Free Software Foundation (FSF) als Open-Source- bzw. Freie-Software-Lizenz anerkannt. Die PHP-Lizenz ist nicht kompatibel mit der GNU General Public License (GPL), da sie die Benutzung des Wortes „PHP“ in abgeleiteten Software-Produkten beschränkt.
Die PHP-Lizenz gewährt die Freiheit, den Quelltext zu verändern und weiterzuverwenden, wobei folgende Bedingungen eingehalten werden müssen:
- Der Copyright-Vermerk, die Liste der Bedingungen sowie der Haftungsausschluss müssen im Quellcode erhalten bleiben. Bei Verbreitung in binärer Form müssen alle anderen Materialien, die mitgeliefert werden, oder die Dokumentation diese Texte enthalten.
- Der Quellcode kann entweder unter den Bedingungen der aktuellen Version der PHP-Lizenz oder wahlweise jeder späteren Version genutzt werden. Jedoch ist allein die PHP Group berechtigt, diese Bedingungen abzuändern.
- Die abgeleitete Software darf ohne vorherige Erlaubnis der PHP Group weder mit dem Namen „PHP“ beworben werden, noch darf die abgeleitete Software „PHP“ in ihrem Namen enthalten.
- Bei der Verbreitung muss im entstandenen Produkt immer klargemacht werden, dass es auf Software der PHP Group basiert.

Die beiden letzten Bedingungen sind dabei vergleichbar mit der Werbeklausel der Original-BSD-Lizenz.
Unter der PHP-Lizenz wird die Skriptsprache PHP ab der Version 4.0 vertrieben, auch einige Pakete der PEAR-Bibliothek benutzen diese Lizenz.